# Phascolotherium
Phascolotherium is een geslacht van uitgestorven eutriconodonte zoogdieren uit het Midden-Jura van het Verenigd Koninkrijk. Het werd gevonden in de Stonesfield Slate en was een van de eerste zoogdieren uit het Mesozoïcum die ooit werden gevonden en beschreven, hoewel het, net als de andere zoogdierkaken die tegelijkertijd werden gevonden, in eerste instantie ten onrechte als een buideldier werd beschouwd.

## Ontdekking
Phascolotherium was een van de eerste beschreven zoogdieren uit rotsen van het Mesozoïcum. Het is alleen bekend van enkele onderkaken en enkele losse tanden.

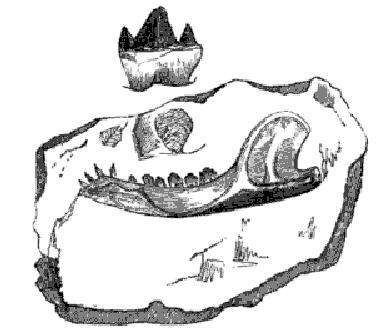
Afbeelding in Mantell (1848)

Dominee William Buckland was begin negentiende eeuw docent geologie aan het Oriel College. Een van zijn studenten, John William Borderip, was enthousiast over fossielen en meende aan de aard van de rotsen te kunnen zien welke anorganisch waren en welke organisch met resten van leven. Na het gezamenlijke ontbijt van het college hield men een ochtendwandeling en de student werd benaderd door de groeve-eigenaar Snow waarvan hij stenen placht af te nemen. Buckland trapte tegen twee willekeurige stenen op de grond aan en stelde dat die net zo goed fossielen konden bevatten. Toen Broderip antwoordde dat zoiets best wel eens zou kunnen, vroeg Buckland de amanuensis een steenhamer te halen. Een slag onthulde een prachtig bewaard gebleven spons. Hiervan onder de indruk nodigde Buckland Snow in het college uit waarbij Broderip maar eens uitleg moet geven. Bij die gelegenheid vond men twee zoogdierkaken, een van Thylacotherium en een van wat later Phascalotherium zou worden. Broderip stond de kaken aan Buckland af. Dit voorval wekte  de belangstelling voor paleontologie bij Buckland.
Buckland toonde de fossiele kaken van Stonesfield later aan de eminente vergelijkend anatoom Georges Cuvier, die ze ten onrechte identificeerde als buideldieren, gebaseerd op de gelijkenis van de botten met moderne buideldieren. Blainville wees het fossiel ook toe aan zijn nieuw opgerichte geslacht Amphitherium. Meer dan één exemplaar werd aan Buckland gegeven en een van deze onderkaken ging verloren, maar werd in 1827 weer teruggevonden door Broderip die het fossiel in 1828 benoemde als Didelphys bucklandi. Het stuk, een rechteronderkaak, werd aan het British Museum geschonken en heeft het inventarisnummer BMNH 112
Charles Lyell beschouwde ze als bewijs dat zoogdieren dateren uit de vroegste tijden zonder te zijn veranderd. Indertijd was dit een zeer omstreden vraagstuk. Lyell dacht dat de Aarde eeuwig was en in een eindeloze cyclus de levensvormen verdwenen en weer verschenen. De meeste geologen namen echter dat er een primair tijdperk was zonder leven, een secundair tijdperk met reptielen en een tertiair tijdperk met zoogdieren. Het zoogdierkaakje paste niet in dit schema en er werd daarom gesteld dat het eigenlijk om een reptiel ging. Daarbij wees men op de geringe differentiëring en hoge aantal van elf "wangtanden".
De Britse vergelijkende anatoom Richard Owen weerlegde in 1838 deze argumenten. Hij erkende echter dat de fossielen van Stonesfield verschillen van opossums en van een ander zoogdier dat in dezelfde rotsen wordt gevonden, genaamd Amphitherium. Het nieuwe geslacht Phascolotherium werd benoemd voor Didelphys bucklandi. De geslachtsnaam is afgeleid van het Grieks phaskalos, "buidel", en therion, "dier". Ook Owen ging er dus nog van uit dat het om een buideldier ging. De vroege evolutie van zoogdieren werd nog zeer slecht begrepen, ook omdat men helemaal niet in evolutie geloofde.
Een tweede soort Phascolotherium simpsoni werd benoemd naar exemplaren uit het zoogdierbed van Kirtlington en Watton Cliff, beide van de Forest Marbleformatie in 2016. Het holotype is  NHM M46115, een onderste linkerkies in 1928 gemeld door George Gaylord Simpson.